# Роберт Крейсс
Роберт Крейсс (англ. Robert Kreiss; нар. 30 квітня 1953) — колишній американський тенісист.
Найвищу одиночну позицію світового рейтингу — 84 місце досяг 3 червня 1974 року.
Найвищим досягненням на турнірах Великого шолома було 2 коло в одиночному та парному розрядах.

## Титули на юніорських турнірах Великого шлему

### Одиночний розряд: 1
| Результат | Рік  | Турнір               | Покриття | Суперник       | Рахунок       |
| --------- | ---- | -------------------- | -------- | -------------- | ------------- |
| Перемога  | 1971 | Вімблдонський турнір | Трава    | Стівен Ворбойс | 2–6, 6–4, 6–3 |